# میت اسمت
میت اسمت (۵ آوریل ۱۹۴۳ – ۱۹ دسامبر ۲۰۲۴) سیاستمدار بلژیکی فعال در حزب دموکرات مسیحی و فلاندری بود.

## زندگی‌نامه
او دختر سناتور بلژیکی آلبرت اسمت بود. او در تاریخ ۲۷ سپتامبر ۲۰۰۸ با نخست‌وزیر سابق ویلفرد مارتنز ازدواج کرد.
میت اسمت از سیاست برابری زن و مرد حمایت می‌کرد. در سال ۱۹۸۳، او ریاست کمیسیون کار زنان را بر عهده گرفت و به موضوع آزار جنسی علاقه‌مند شد. او مرتباً در مجله فمینیستی لیلیت که یک مجله بلژیکی است، مقالاتی را منشر می‌کرد.
در سال ۱۹۸۶، او که در آن زمان وزیر امور خارجه بود، شورای رهایی اجتماعی را تأسیس کرد، یک نهاد مشورتی که انجمن‌ها، اتحادیه‌ها، احزاب سیاسی و کمیسیون‌های زنان وزیر را گرد هم می‌آورد. پس از مدتی او کمپین آگاهی را نیز راه اندازی کرد. این کمپین در ارتباط با آزارهای جنسی بود. او این کمپین را با گفتگو در اتحادیه اقتصادی اروپا برجسته کرد که و در سال ۱۹۹۱ یک معیار عملکردی را برای کشورهای عضو ارائه کرد تا بتوانند اقدامات پیشگیرانه را اعمال کنند و وضعیت کار برای زنان را در محیط‌های کار بهبود ببخشند. میت اسمت کارهای فمینیستی متعددی را انجام می‌داد، بنابراین تحقیق در مورد موضوعات مختلف و ایجاد ابزارهایی برای تحقیقات تاریخی در این رابطه را تحسین می‌کرد.
او به عنوان وزیر اشتغال و کار، فرصت‌های برابر، خشونت علیه زنان و کودکان، استخدام زنان در مشاغل و زندگی اجتماعی-اقتصادی را در تمام سطوح تصمیم‌گیری خود مورد توجه قرار می‌داد. او در سال ۱۹۹۱ موضوع اولین کنفرانس وزرای اروپایی را در مورد خشونت فیزیکی و جنسی علیه زنان و کودکان تعریف کرد. در سال ۱۹۹۴، او قانون سهمیه بندی را با همراهی لوئیس توباک اجرا کرد.
او یک مشوق و حامی انجمن‌های فمینیستی بود. این حمایت‌ها شامل تخصیص یارانه‌ها و ایجاد سازمانی غیرانتفاعی در سال ۱۹۹۵ در سن-ژوس-تان-نود (بروکسل) بود. این سازمان یک مرکز فدرال است که جلسات بین سازمان‌های فعال برای برابری جنسیتی را مدیریت و کنترل می‌کند. او مرکز آرشیو و تحقیقات تاریخ زنان را نیز احداث کرده است.
پس از مرگ همسر اولش مارتنز، ازدواج او با لیو ورشروون، در ۲۷ آوریل ۲۰۱۳ در کلیسای کاتولیک انجام شد.

## حرفه
در سال ۱۹۸۸، اسمت رئیس مرکز اروپایی پاسخگویی به مطالبات کارگران شد، سمتی که تا سال ۱۹۹۵ در اختیار داشت.

### اشتغال در سیاست ملی
اسمت بنیانگذار (۱۹۷۳) و اولین رئیس (تا سال ۱۹۸۲) سازمان زنان سیاسی حزب فلاندر مسیحی بود.
او در سال ۱۹۷۸ برای عضویت در اتاق نمایندگان مردم بلژیک انتخاب شد. او در سال ۱۹۸۵ وزیر حفاظت محیط زیست بلژیک شد. او بر حل مشکلاتی چون خشونت علیه زنان، ارتقای موقعیت اقتصادی زنان و مشارکت آنها در تصمیم‌گیری‌ها متمرکز بود. زمانی که میت اسمت در سال ۱۹۹۱ وزیر کار و اشتغال شد، سبد فرصت‌های برابر شغلی را ایجاد کرد.

### عضویت در پارلمان اروپا
هنگامی که در سال ۱۹۹۹ به جای ویلفرید مارتنس، به او برای کار در اروپا پیشنهاد شد، مارتنز، به تحریک همسر آن زمان خود، ایلسه شوتدن، از شرکت در پارلمان خودداری کرد.
اما بعدها میت اسمت از سال ۱۹۹۹ تا ۲۰۰۴ عضو پارلمان اروپا بود.
او در سال ۲۰۰۲ وزیر دولت بلژیک شد و از سال ۲۰۰۴ عضو پارلمان فلاندری و از سال ۲۰۰۷ به عنوان یک سناتور بلژیکی بود.
در سال ۲۰۰۹، اسمت به عنوان رئیس انجمن نمایندگان پارلمان اروپا با آفریقا (AWEPA) انتخاب شد.

## فعالیت‌های دیگر
- فعالیت در مرکز مطالعات اروپایی ویلفرد مارتنز به عنوان عضو شورای علمی از دیگر کارهای میت اسمت بوده است.[۱۱]

## افتخارات
- ۲۰۰۲: اهدای مقام وزیر دولت با فرمان سلطنتی.
- ۲۰۰۴: دریافت نشان لئوپولد.
- ۲۰۰۲: دریافت نشان صلیب بزرگ و نشان شایستگی جمهوری فدرال آلمان.[۱۲]

## پیوندها به بیرون
- آرشیو میت اسمت در پایگاه داده آنلاین برای ساختارهای واسطه